# (2434) Bateson
(2434) Bateson (1981 KA; 1932 HC; 1955 VC; 1959 GU; 1966 VP; 1973 AK2; 1977 TV3; 1977 VV1) ist ein ungefähr 17 Kilometer großer Asteroid des äußeren Hauptgürtels, der am 27. Mai 1981 von den neuseeländischen Astronomen Alan C. Gilmore und Pamela Margaret Kilmartin am Mt John University Observatory auf dem Mount John im Mackenzie District in der Region Canterbury auf der Südinsel von Neuseeland (IAU-Code 474) entdeckt wurde.

## Benennung
(2434) Bateson wurde nach dem neuseeländischen Astronomen Frank Bateson (1909–2007) benannt, der ab 1928 Direktor der Abteilung für veränderliche Sterne an der Royal Astronomical Society of New Zealand war. Seine Arbeit führte zur Gründung des Mt John University Observatory, an dem er bis 1968 als Astronom tätig war.